# Borstis
Borstis (orig. Scuttle), seriefigur och skurk i Musse Piggs universum. På svenska har han bland annat också gått under namnet Kranborst.
Borstis är känd för sin långa, skäggiga näsa, samt sitt inte helt briljanta intellekt. Han har ofta setts med den likaledes något korkade kumpanen Dum-Dum, en skurk med flintskalligt huvud, men är huvudsakligen förknippad med rollen som Svarte Petters högra hand.
Paul Murry skapade Borstis, och första gången han sågs till var i Skatten vid Silverfallet från 1957 (på svenska i Kalle Anka & C:o nr. 20 1968). Några år tidigare, sommaren 1951, hade dock Murry använt sig av en liknande karaktär i Kalle Anka-serien Kalle Anka och Knattarna som cowboys (på svenska i Walt Disney's serier nr. 6 1954).
Man kan diskutera om den Borstis som dyker upp i Murrys tidiga historier är att betrakta som en och samma person - mot detta talar till exempel att hans namn, även på originalspråk, varierar från serie till serie. Med tiden kom dock namnet Scuttle (Borstis - eller Kranborst - på svenska) att bli det vanliga, och i de flesta senare serier är han utan tvekan en och samma person.
Förutom i Murrys serier var Borstis under 1970- och 80-talen även en ofta sedd gäst i de danskproducerade serierna, då ofta tecknade av Tello. Han gör fortfarande ett och annat uppträdande där, men används nu framför allt i de serier som produceras i Frankrike, där han varit en återkommande bekantskap sedan 80-talets början.
Även serier från Brasilien och Italien gästas stundom av Borstis.